# 灰胸紋秧雞
，是鹤形目秧鸡科的一种鸟类。
卢氏秧鸡体重约78.05克，翼长约93.8毫米，嘴峰长约30.1毫米，喙宽度约3.3毫米，喙厚度约5.2毫米，跗蹠长约29.2毫米，尾长约41毫米。卢氏秧鸡在其分布区内为留鸟，其栖息在半开放的湖泊、沼泽等湿地环境中，食性为肉食性，主要食物来源是水生动物。

## 亚种
- ：分布于小巽他群岛弗洛勒斯岛西部，仅有4个标本。
- ：分布于西新几内亚。
- ：分布于新几内亚中部高地。
- ：分布于东新几内亚。
- ：分布于巴布亚新几内亚中南部的山地。
- ：分布于澳大利亚西南部，已灭绝。
- ：分布于昆士兰东部沿海地区至维多利亚州和南澳大利亚州。
- ：分布于塔斯马尼亚。[4]